# Pan, amor y...
Pan, amor y... (en italiano, Pane, amore e...) es una película cómica italiana de 1955 dirigida por Dino Risi. Esta es la tercera entrega de la trilogía formada por Pan, amor y fantasía en 1953, Pan, amor y celos en 1954. Las innovaciones incluyen el uso del color en lugar del blanco y negro, así como la ubicación de Sorrento en lugar del pequeño pueblo de las películas anteriores de la serie. El film fue presentada en el Festival de Berlín de 1956.

## Argumento
En esta comedia romántica italiana ambientada en la hermosa bahía de Nápoles, el mariscal Antonio Carotenuto regresa a su ciudad natal de Sorrento para encargarse de la policía municipal local. Doña Sofía, una atractiva pescadera, ha alquilado la casa al mariscal que quiere recuperar su casa. La mujer se niega a irse pero casi acepta casarse con Antonio casi como una broma para poner celoso a Nicolino, un pescador del que está sinceramente enamorada. Ella acepta el cortejo del alguacil, acepta dejar a su prometido y dice que se casará con él. Cuando el alguacil se da cuenta de lo que está haciendo, rompe con ella y decide perseguir a su propia casera.

## Reparto
- Vittorio De Sica como Maresciallo Carotenuto
- Sophia Loren como Donna Sofia, a Smargiassa
- Lea Padovani como Donna Violante Ruotolo
- Antonio Cifariello como Nicola Pascazio, Nicolino
- Tina Pica como Caramella
- Mario Carotenuto como Don Matteo Carotenuto
- Virgilio Riento como Don Emidio